# 백제 오부
백제 오부(百濟五部)는 백제의 행정조직이다.
초기 백제는 이주한 중앙의 건국세력인 중부(中部)와 주위 부족들을 방위에 따라 동부(東部), 서부(西部), 남부(南部), 북부(北部)로 나누었다.
이후에는 수도를 다섯 개의 부로 나눠서 방위에 따라 상부(上部), 전부(前部), 중부(中部), 하부(下部), 후부(後部)를 설치했으며, 각 부의 책임은 달솔이 맡았다. 각 부에는 항(巷)과 500명 정도의 군대가 주둔했으며, 지방 또한 다섯 개의 행정구역으로 나누고 그 밑에 군(郡)과 성(城)을 두어 관리했다.

## 같이 보기
- 고구려 오부